# Hospital de la Misericordia (Lima)
El Hospital Civil de la Misericordia, también conocido como Hospicio de Insanos o Manicomio del Cercado, fue un establecimiento manicomial que funcionó en Lima (Perú) entre los años 1859 y 1918.

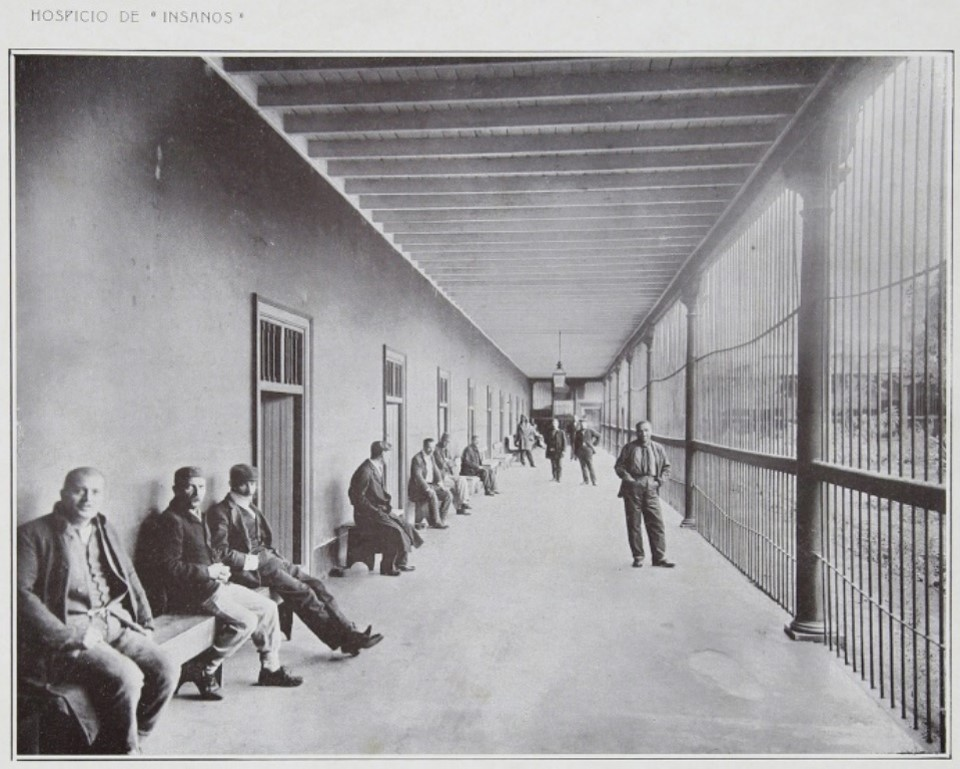
Hospital de la Misericordia, c. 1900.

## Historia

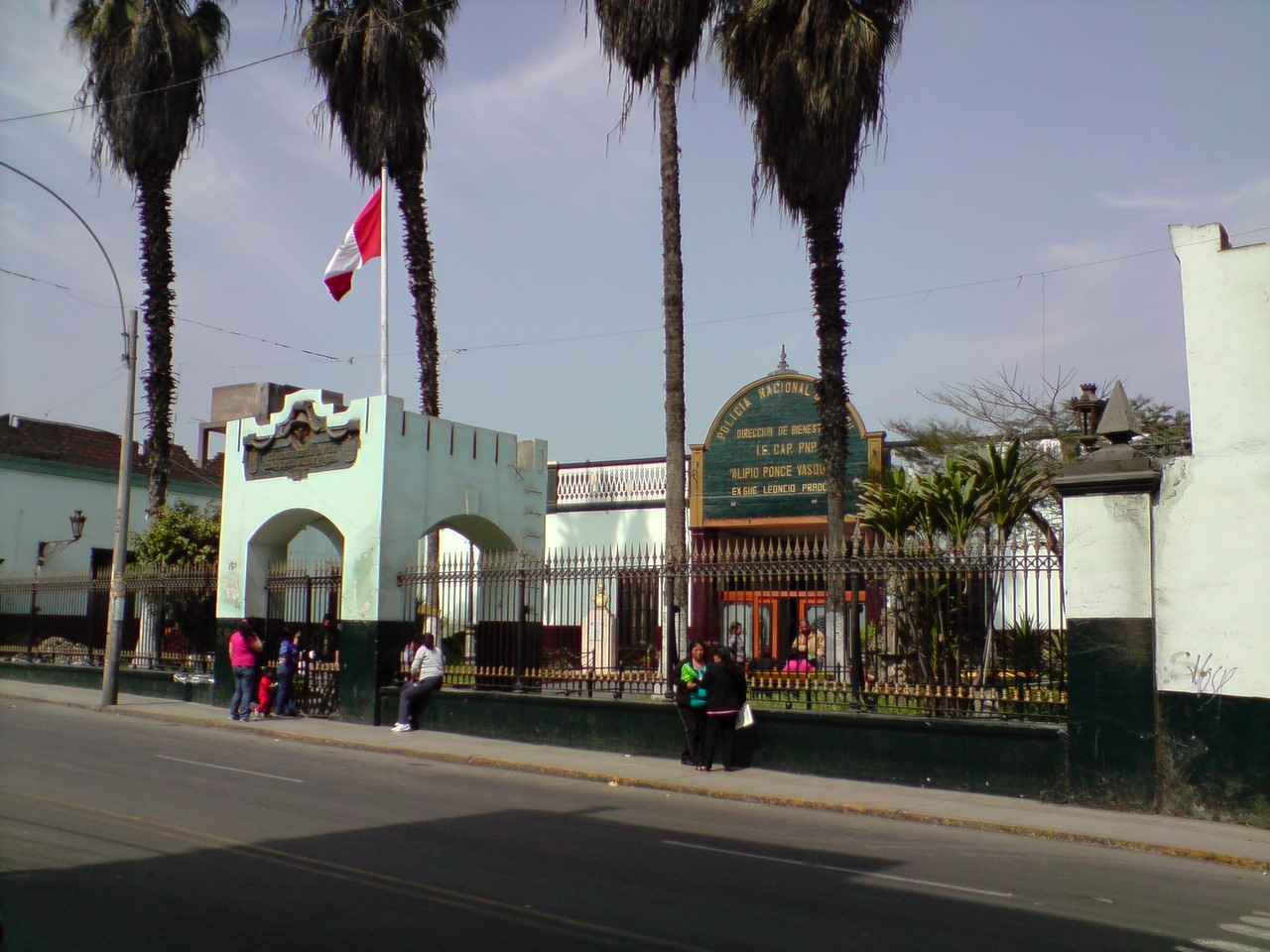
Colegio "Alipio Ponce Vásquez", lugar que ocupó anteriormente el Hospital de la Misericordia.

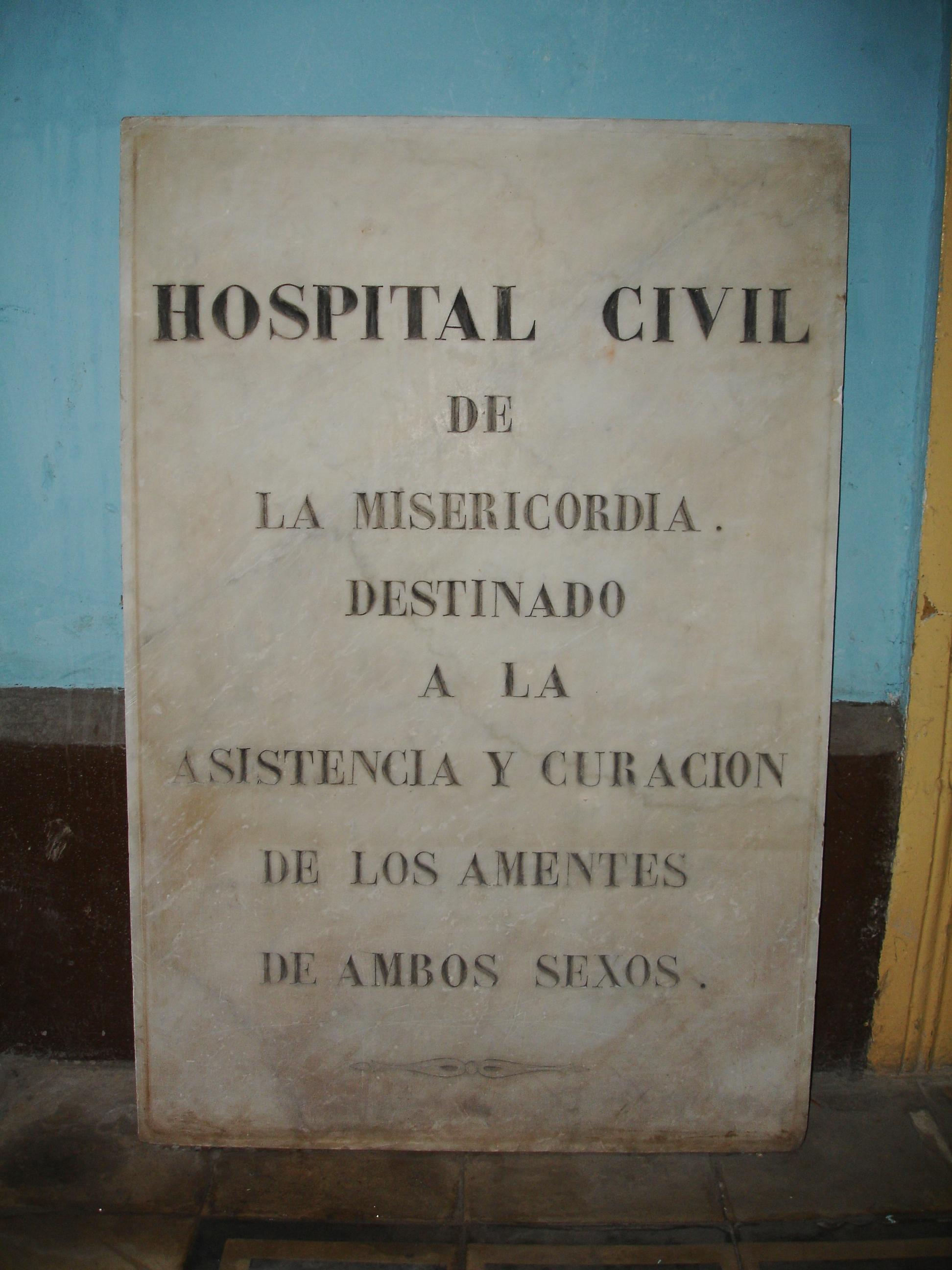
Placa del Hospital de la Misericordia (museo del Hospital Víctor Larco Herrera).

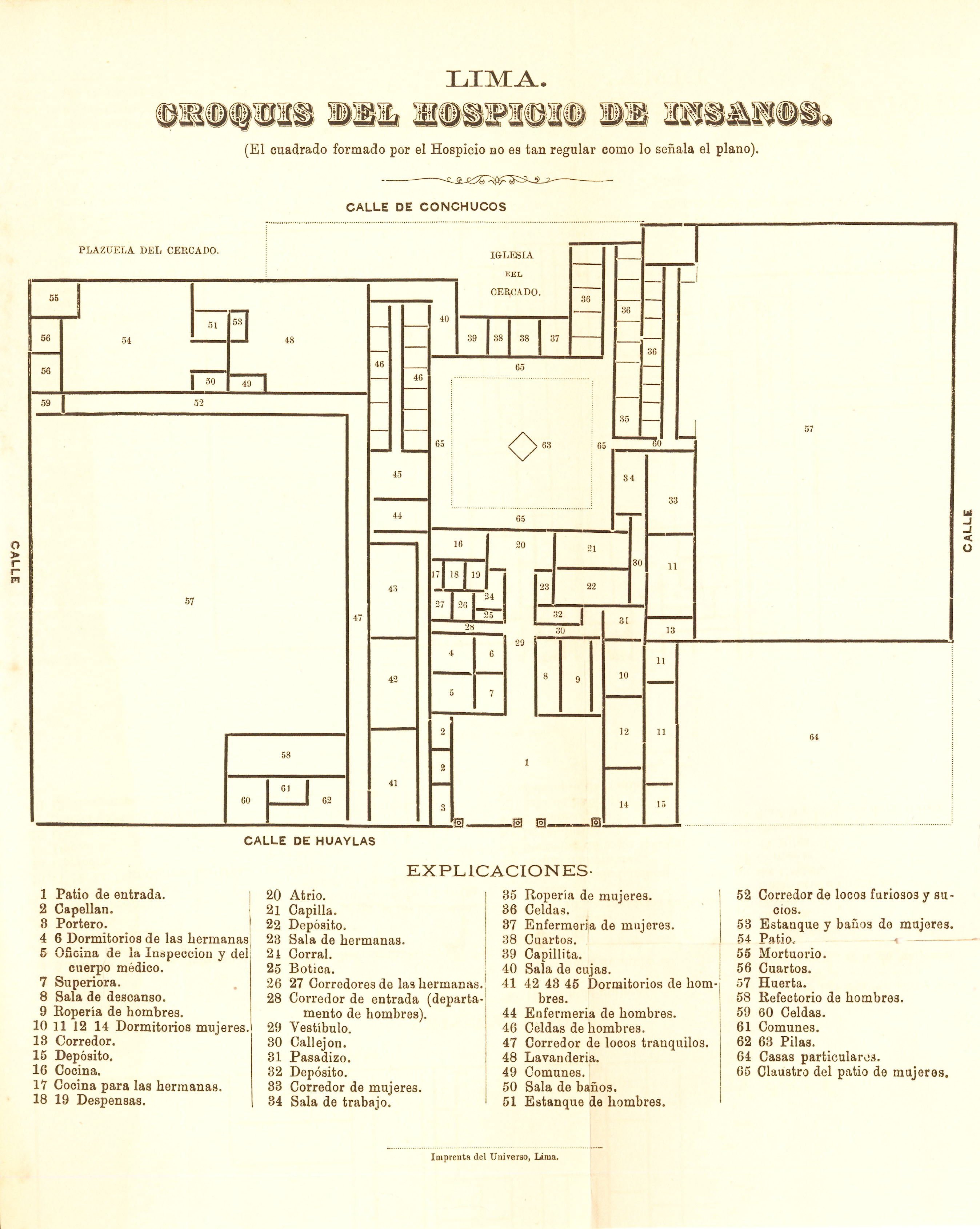
Croquis del Hospital de la Misericordia, 1892.

Durante los primeros años de la República del Perú funcionaron en Lima las denominadas "loquerías", la de varones en el Hospital de San Andrés y la de mujeres en el Hospital de la Caridad, y a partir de 1840, en el Hospital de Santa Ana (ver: Hospital Arzobispo Loayza); ambos hospitales habían sido fundados durante el Virreinato del Perú, en el siglo XVI. Las malas condiciones en las que se encontraban los internos de las loquerías fueron denunciadas reiteradamente por el médico José Casimiro Ulloa. Así, en un documento escrito por aquel en 1859, puede leerse lo siguiente: “Es imposible atravesar el dintel de lo que se llama loquerias sin huir la vista de escena tan desoladora. La loquería de Santa Ana nos presenta, desde luego, un patio húmedo o cubierto de lodo, donde se ven aquí o allá montones de piedras, y en donde yacen sentadas, echadas o en cuclillas, las desgraciadas locas que, cubiertas de harapos y con la expresión particular que da á sus semblantes su mal, se nos presentan como las brujas de Macbeth". Tal situación llevó a la fundación del Hospital de la Misericordia, en la Quinta Cortés, un antiguo local del barrio del Cercado que había pertenecido inicialmente a los jesuitas y que luego había pasado a funcionar como cuartel. La inauguración se llevó a cabo el 16 de diciembre de 1859, luego de haber sido trasladados todos los internos de las antiguas loquerías de San Andrés y Santa Ana.
El nuevo establecimiento fue construido bajo el marco teórico del tratamiento moral inspirado por Philippe Pinel, en Francia, aunque con siete décadas de retraso. Así, en su Reglamento Provisional de 1897 puede leerse, como funciones de las Hermanas de Caridad: “Art. 54. (…) 6.º Procurar con todo empeño que los enfermos estén constantemente limpios y sean tratados con afecto, sin obligarlos á prácticas religiosas que ellos no acepten. (…) 9.º Impedir que los enfermos sean maltratados de palabra o de hecho por los guardianes ú otros enfermeros. (…) 11.º Las Hermanas deben velar rigurosamente para que los enfermos gocen toda la libertad de acción y de movimiento compatibles con este Reglamento”. En cuanto a los guardianes, figuraba entre sus obligaciones: “Art. 94. (…) 4.ª Emplear siempre la persuasión y la dulzura, sin injuriar ni maltratar á sus pacientes, de obra ó de palabra (…).” El hospicio se hizo conocido por haber albergado a personajes como los escritores peruanos Mercedes Cabello de Carbonera y Jorge Miota, habiendo sido también mencionado en algunas obras, como Una visita al manicomio, de la argentina Juana Manuela Gorriti.
Sin embargo, con el transcurso del tiempo el edificio del Hospital de la Misericordia (que era más conocido como Hospicio de Insanos o Manicomio del Cercado) resultó insuficiente para la creciente población que fue albergando. El médico Manuel Antonio Muñiz, sucesor de Ulloa, lamentó insistentemente las condiciones de hacinamiento en las que vivían los insanos, así como los malos tratos que recibían, exigiendo la construcción de un establecimiento más amplio. En un artículo publicado por él escribió lo siguiente: “Se puede decir, sin exagerar, que el manicomio de Lima, ni en su principio ni aun con sus mejoras posteriores, satisface las múltiples exigencias científicas. Y hasta duro es decirlo no merece el nombre de hospital de insanos. La verdad debe decirse entera. (…) El local no es ni siquiera apropiado para casa de reclusión. Fáltale mucho para eso. Fundar un manicomio es una obra muy difícil, muy laboriosa, muy delicada. Y todas estas circunstancias le faltaron al de Lima en su fundación. Quizá hubo demasiado talento para convertir un convento en una casa de locos. (…) O se tiene un buen manicomio ó no se dá tal nombre, á un edificio, á un local que no lo merece”. Recién en 1900 se inició la edificación de un nuevo manicomio en el poblado de Magdalena del Mar, la cual no se concluyó hasta el 1 de enero de 1918, cuando se inauguró el Asilo Colonia de la Magdalena, lugar a donde fueron trasladados todos los pacientes del Manicomio del Cercado. El local del antiguo hospital se utilizó a partir de 1922 como Escuela de la Guardia Civil y Policía, y en la actualidad funcionan ahí los colegios "Alipio Ponce Vásquez" y "Túpac Amaru". A partir de 1930 el Asilo Colonia de la Magdalena pasó a denominarse Hospital Víctor Larco Herrera, nombre que conserva hasta hoy.